# シンカー・スクリューボール
シンカー (英: sinker) またはスクリューボール (英: screwball) は、野球における球種の一つで、投手の利き腕方向に曲がりながら落ちる球種である。スクリューボールは略してスクリューと呼ばれる事も多い。

## 概要
シンカーは直球の軌道から曲がり落ちる。スクリューボールは逆方向のカーブのような軌道で、浮き上がってから落ちる。これは日本のプロ野球選手の間でよく用いられる定義であり、大野豊・山本昌・石川雅規の様に、同じ投手がシンカーとスクリューを投げ分ける場合もある。
1人の投手が縦横・大小複数のシンカーを投げ分けることもあり、潮崎哲也は緩急2種類のシンカーを投げたが、遅いシンカーは浮き上がってから落ちる逆方向のカーブのような軌道だった。これはスクリューと呼ぶこともできるが、呼び方は投手によって様々で、潮崎は遅いシンカーと呼んでいた。中には内海哲也のように、チェンジアップと呼ばれていた変化球を自らスクリューと呼ぶようになった選手もいる。山田久志は自らのシンカーをスプリット系と語り、速い球速で鋭く落ちた。この様なシンカーは高速シンカーとも呼ばれる。
腕に負担がかかりづらいサイドスロー・アンダースローの投手がこの変化球を使うことが多かったが、21世紀以降は涌井秀章・石川歩・東浜巨のように、オーバースロー・スリー・クォーターの使い手が増加した。打者側へ曲がり落とすことで、ゴロを狙える球でもある。

## 外国での定義
日本で言う「シンカー」「スクリューボール」は、メジャーリーグでは「落ちる速球」を「シンカー」と呼び（よくツーシームと言及される）、「逆方向のカーブ（英:breaking ball）」を「スクリューボール」と説明している。広い意味でのチェンジアップ（英: change up）に分類されることもある（球種としてのチェンジアップとは異なる）。実際に、メジャーでプレーした高津臣吾と高橋尚成のシンカーはチェンジアップと呼ばれ、2013年のWBCに出場した攝津正のシンカーもPITCHf/xの測定ではチェンジアップに分類された。右投手であれば左投手のカーブのような軌道を描くことから、リバースカーブ（英: reverse curve）とも称される。この球種は手首を体の外側に向けながらリリースするという難しい投球動作が要求されることから、野球の球種の中で最も珍しいものの一つとされる。
なお、メジャーリーグや中南米におけるシンカー（英: sinker）はシンキング・ファストボール（英: sinking fastball）の略称であり、ツーシーム・ファストボールやワンシーム・ファストボールの中で、特に沈む軌道のものを指す。
MLBではペドロ・マルティネスやジェイミー・モイヤーの投げるチェンジアップはシンカーのような軌道で変化することからシンカーチェンジ（英: sinker change）やチェンジアップシンカー（英: change up sinker）とも呼ばれ、ロベルト・ヘルナンデスやジョニー・ベンタースの投げる球速100mph（約161km/h）近いシンキング・ファストボールがハードシンカー（英: hard sinker）と呼ばれる。

## 投げ方

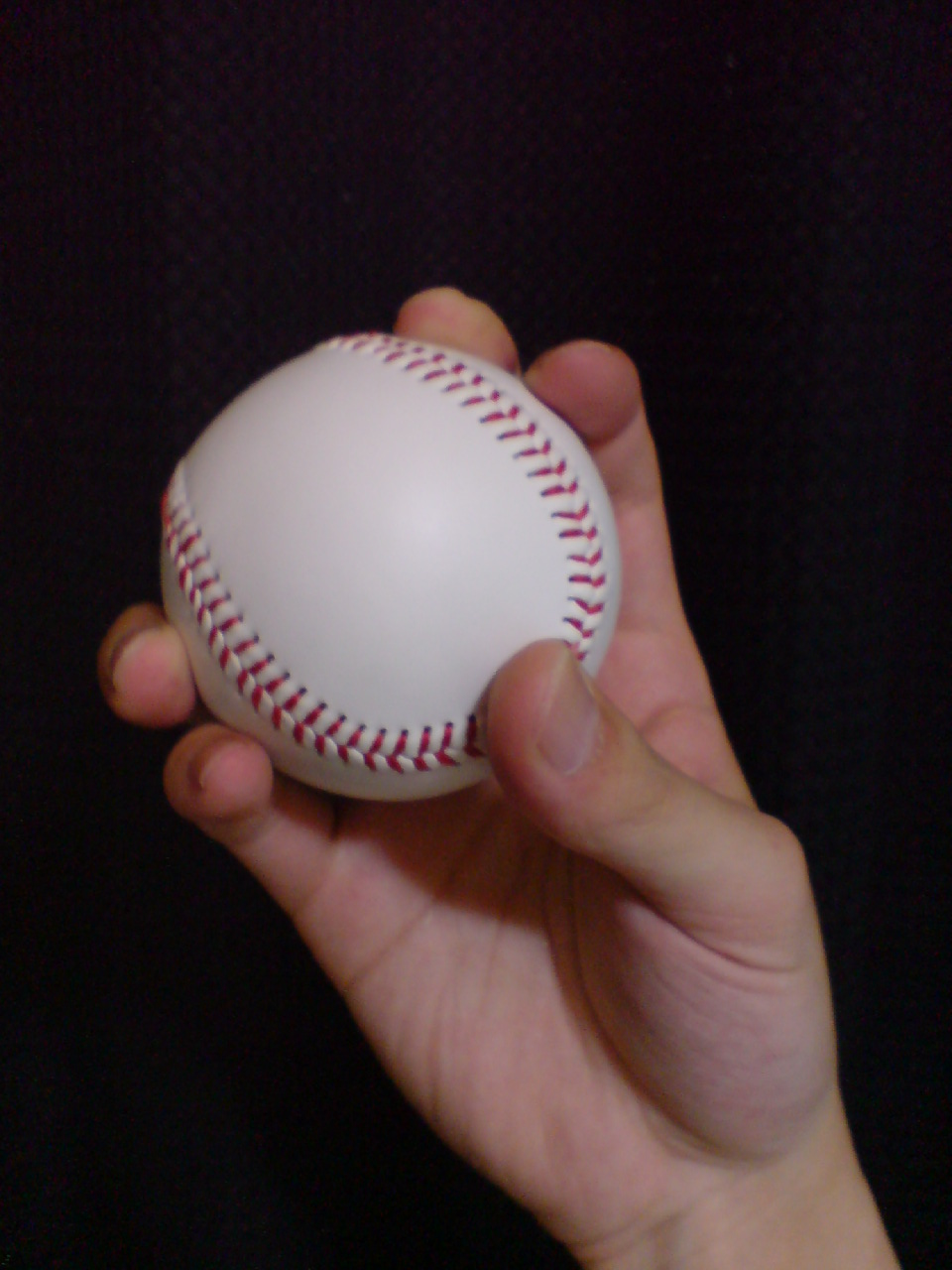
握りの例1

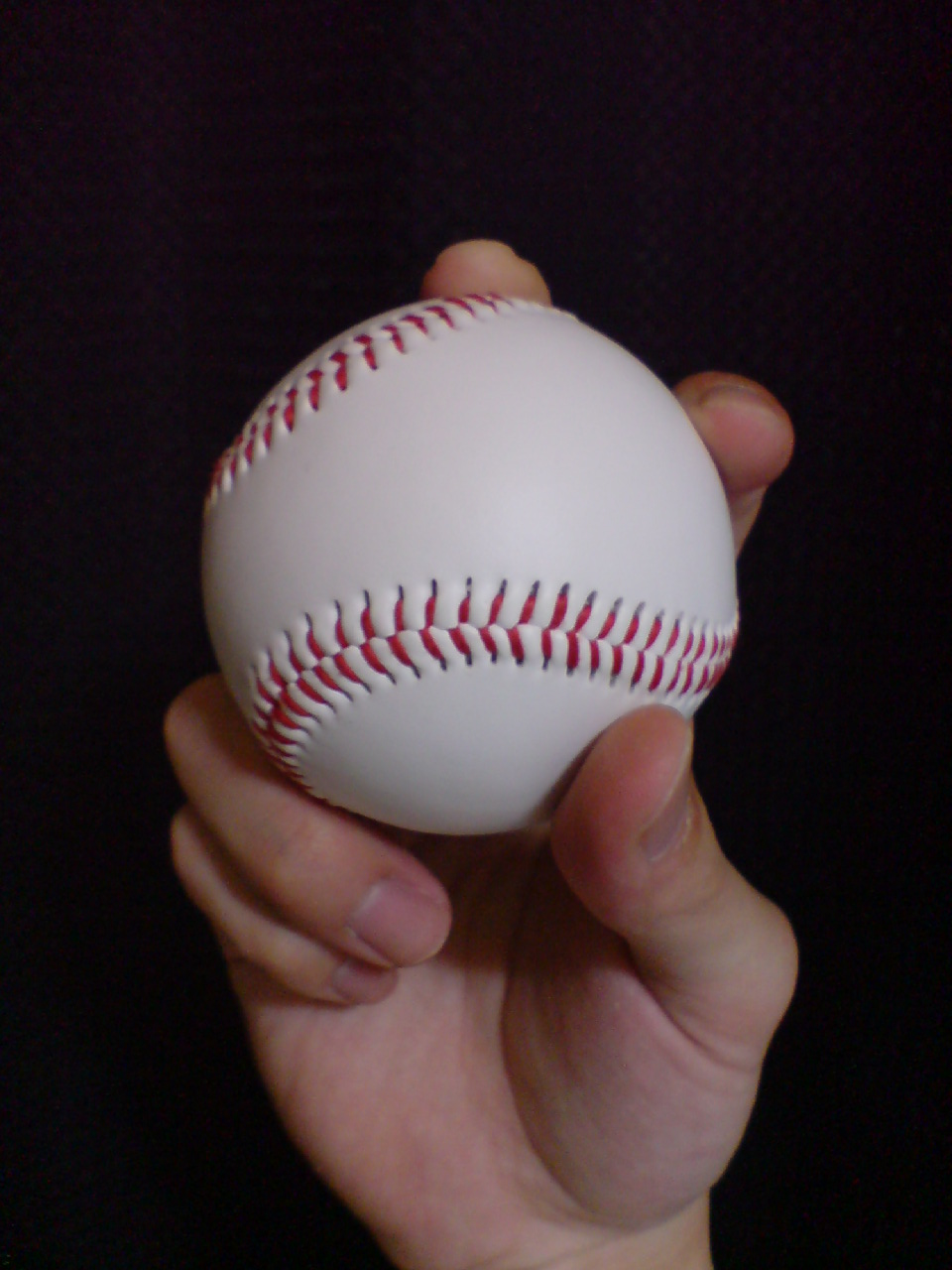
握りの例2

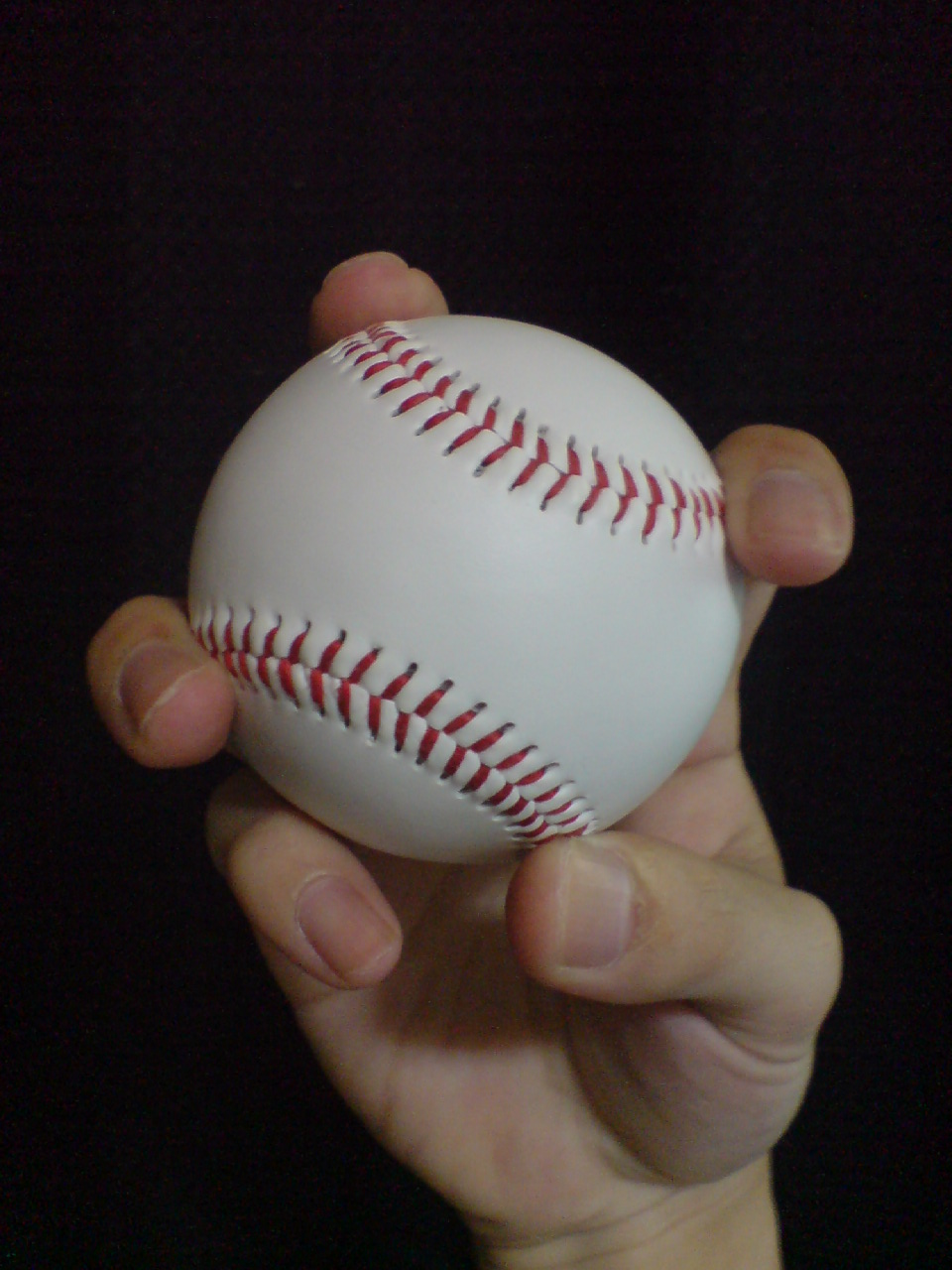
握りの例3

握り方は様々なバリエーションがある。人差し指と中指を揃えてボールを握ったり、中指と薬指でボールを弾きながら手首を外側に捻ったり、中指と薬指の間から抜くように投げたりする、などが挙げられる。

## 歴史
1900年代に右腕のルーブ・フォスターが投げていたフェイドアウェイという変化球がスクリューボールの原型であり、1910年代にクリスティ・マシューソンに受け継がれたとの主張もあるが、米野球歴史家は否定している。また、MLBも認めていない。1920年代には左腕のカール・ハッベルがこのボールを駆使して活躍し、スクリューボールという名前が広まった。
1950年代にはカート・シモンズが初めてホップする速球（フォーシーム・ファストボール）と沈む速球（シンカー、シンキングファストボール）を投げ分ける事に成功した。
1990年代中盤までスクリュー・シンカーはポピュラーな球種だったが、スプリットフィンガードファストボール同様に腕への負担が大きいという認識が広まり、チェンジアップにとって替わられ、投げる投手は減少傾向にある。スクリューやシンカーを封印してチェンジアップ等の球種に切り替えた代表的な選手にはトム・グラビン、ダルビッシュ有らがいる。
日本球界では山田久志や潮崎哲也、高津臣吾、攝津正のシンカー、山本昌のスクリューが特に有名であった。MLBではカール・ハッベルやウォーレン・スパーン、フェルナンド・バレンズエラがスクリューボールの代表的な使い手だったが、近年はヘクター・サンティアゴやトレバー・バウアー、ブレント・ハニーウェルなどスクリューボールの使い手は数少ない。